# Trithemis hova
Trithemis hova är en trollsländeart som beskrevs av Martin 1908. Trithemis hova ingår i släktet Trithemis och familjen segeltrollsländor. Inga underarter finns listade i Catalogue of Life.